# Viganello
Viganello è un quartiere di 7 409 abitanti del comune svizzero di Lugano, nel Canton Ticino (distretto di Lugano).

## Geografia fisica
Il territorio di Viganello parte dal fiume Cassarate, che lo separa dai quartieri di Lugano Centro e Molino Nuovo; passata questa prima parte si arriva a una leggera salita fino alla zona denominata Collina, alle pendici del Monte Brè.
Il clima di Viganello è molto simile a quello della città stessa. Nel febbraio 1994 venne registrata una minima di −20,8 °C in zona scuole vecchie.

## Storia

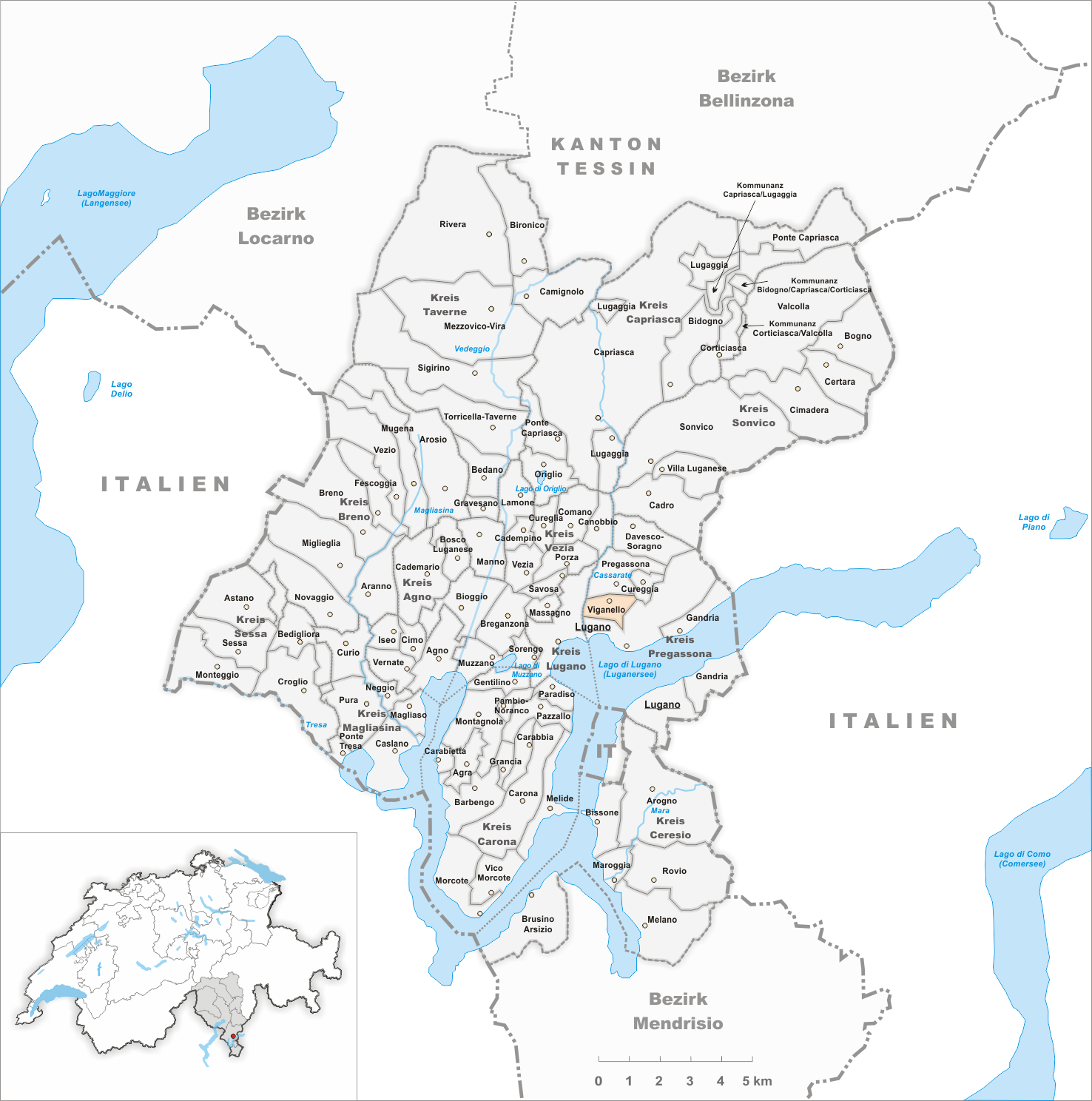
Il territorio del comune di Viganello prima degli accorpamenti comunali del 2004

La prima citazione di Viganello come comune risale al 1335 in un codice, il Volumen Magnum, conservato nell'Archivio di Stato di Como.
Già comune autonomo che si estendeva per 1,2 km², nel 2004 è stato accorpato a Lugano assieme agli altri comuni soppressi di Breganzona, Cureggia, Davesco-Soragno, Gandria, Pambio Noranco, Pazzallo e Pregassona.

## Monumenti e luoghi d'interesse
- Chiesa parrocchiale di Santa Teresa di Lisieux, eretta nel 1938[3];
- Alto campanile isolato, eretto all'inizio del XVI secolo[4].

## Società

### Evoluzione demografica
L'evoluzione demografica è riportata nella seguente tabella:
Abitanti censiti

## Geografia antropica
La gran parte della popolazione è concentrata nella porzione di territorio pianeggiante presso il Cassarate, dove si trova anche la gran parte delle attività commerciali. Case di considerevoli dimensioni si inerpicano verso la località Collina, caratterizzata da piccoli condomini e case unifamiliari e che può trovare il suo vero inizio nel nucleo storico di Viganello (chiamato dai suoi abitanti "Viganello Vecchia") e che finisce sul territorio della frazione del quartiere chiamata Albonago. Questo nucleo abitato, come quello maggiore, nonostante molto più piccolo, risulta essersi sviluppato e trasformato in un quartiere urbano; rimangono comunque, nei nuclei più antichi di Viganello e Albonago, le testimonianze del passato rurale di queste zone.

## Amministrazione
Ogni famiglia originaria del luogo fa parte del cosiddetto comune patriziale e ha la responsabilità della manutenzione di ogni bene ricadente all'interno dei confini del quartiere, assieme alla commissione di quartiere che ha un ruolo di controllo sul territorio e di contatto tra il quartiere e il municipio.